# Dan Blombäck
Dan Bertil Blombäck (i riksdagen kallad Blombäck i Kalix-Bredvik), född 9 maj 1910 i Nederkalix församling, död 9 december 1988 i Örebro, var en svensk tjänsteman och politiker (högerpartiet). 
Dan Blombäck var riksdagsledamot i andra kammaren för Norrbottens läns valkrets 1942–1944. Han är begravd på Längbro kyrkogård i Örebro.